# Saphanodes allardi
Saphanodes allardi là một loài bọ cánh cứng trong họ Cerambycidae.